# تانتالکولام
تانتالکولام (به لاتین: Thaantalkulam) یک منطقهٔ مسکونی در سری‌لانکا است که در استان شمالی (سری‌لانکا) واقع شده‌است.